# Eine Detektivin für Botswana
Eine Detektivin für Botswana (Originaltitel: englisch The No. 1 Ladies' Detective Agency) ist eine britisch-US-amerikanische Krimiserie, die in der botswanischen Hauptstadt Gaborone spielt. Die Serie wurde überwiegend an den Original-Schauplätzen gefilmt und war die erste große Filmproduktion in Botswana. Die Handlung basiert auf den ersten Büchern der Reihe  The No. 1 Ladies’ Detective Agency des britischen Schriftstellers Alexander McCall Smith.

## Figuren
Hauptfigur der Serie ist Precious Ramotswe. Sie bezeichnet sich als „traditionell gebaute“ Botswana-Frau und hat von ihrem Vater auch das beigebracht bekommen, was ein Junge wissen muss. Als ihr Vater stirbt, hinterlässt er ihr eine Rinderherde. Precious verkauft die Tiere und eröffnet mit diesem Startkapital ein Detektivbüro. Sie ist die erste Detektivin in Botswana, was sich im Firmennamen No.1 Ladies' Detective Agency widerspiegelt. Obwohl die Detektivin sehr schnell Fälle übernimmt, entwickelt sich das Geschäft zu Beginn noch nicht sehr ertragreich. Ihr „Herz am richtigen Fleck“ sorgt dafür, dass ihre ersten Honorare wohltätigen Zwecken zufließen. Precious ist selbstlos, bescheiden und glücklich mit den einfachen Dingen des Lebens.
Unterstützt wird sie von ihrer Sekretärin Grace Makutsi. Sie hat die Botswanische Sekretärinnenschule als Jahrgangsbeste mit 97 % abgeschlossen, wie sie selbst immer wieder betont. Bislang hat sie aber keine Anstellung gefunden, da sie nicht wie ihre Konkurrentinnen durch Schönheit, sondern durch Können überzeugen will. Trotz ihres „toughen“ Auftretens entpuppt sie sich schnell als Seele und verzichtet am Ende des ersten Monats auf ihr Sekretärinnengehalt. Im weiteren Verlauf der Serie wird sie befördert und erhält den Titel Assistant Detective. Sie versorgt ihren AIDS-kranken Bruder.
Der Witwer J.L.B. Matekoni ist Automechaniker und ein Freund von Ramotswe. Am Ende des Pilotfilms macht er ihr einen Heiratsantrag, den Ramotswe aber zurückweist. Erst im späteren Verlauf der Serie verloben sie sich.
B.K. ist der schwule Besitzer des Frisörsalons Last Chance Hair Salon, der direkt neben dem Detektivbüro liegt. Auch er arbeitet teilweise an der Lösung der Fälle mit.

## Hintergrund
Der Ton der Serie wurde in den von Peter Gabriel betriebenen Real World Studios in Box, Wiltshire bearbeitet.

## Ausstrahlung
Die Erstausstrahlung des Pilotfilms fand auf BBC im März 2008 statt, die sechs weiteren Episoden folgten im März und April 2009 nach.
In Deutschland wurden alle sieben Episoden im August 2011 vom Sender Arte ausgestrahlt.

## Folgen
| Nr. | Deutscher Titel                          | Originaltitel                      | Erstausstrahlung UK | Deutschsprachige Erstausstrahlung (D) | Regie             | Drehbuch                           |
| --- | ---------------------------------------- | ---------------------------------- | ------------------- | ------------------------------------- | ----------------- | ---------------------------------- |
| 1   | Eine Detektivin für Botswana (Pilotfilm) | The No. 1 Ladies' Detective Agency | 23. März 2008       | 4. Aug. 2011                          | Anthony Minghella | Anthony Minghella & Richard Curtis |
| 2   | Eine Spur aus Gold                       | The Big Bonanza                    | 15. März 2009       | 11. Aug. 2011                         | Charles Sturridge | Nicholas Wright                    |
| 3   | Mambas und Buschtee                      | Poison                             | 22. März 2009       | 11. Aug. 2011                         | Charles Sturridge | Nicholas Wright                    |
| 4   | Das afrikanische Herz                    | The Boy with an African Heart      | 29. März 2009       | 18. Aug. 2011                         | Charles Sturridge | Nicholas Wright                    |
| 5   | Eine Frage der Moral                     | Problems in Moral Philosophy       | 5. Apr. 2009        | 18. Aug. 2011                         | Tim Fywell        | Robert Jones                       |
| 6   | Schönheit und Tugend                     | Beauty and Integrity               | 12. Apr. 2009       | 25. Aug. 2011                         | Tim Fywell        | Robert Jones                       |
| 7   | Ein wahrer Diamant                       | A Real Botswana Diamond            | 19. Apr. 2009       | 25. Aug. 2011                         | Tim Fywell        | Robert Jones                       |